# Frans van Anjou

Frans van Anjou

Frans Hercules (of François-Hercule) van Valois (Parijs, 18 maart 1555 - Château-Thierry, 10 juni 1584), hertog van Anjou, was de jongste zoon van koning Hendrik II van Frankrijk en Catharina de' Medici. Hij was de jongere broer van de Franse koningen Frans II, Karel IX en Hendrik III en groeide als katholiek op tijdens de escalerende Hugenotenoorlogen waarin Spanje en Engeland zich nog zouden mengen. Bij zijn geboorte kreeg hij de titel hertog van Alençon, maar bij de troonsbestijging van zijn broer Hendrik in 1575 nam hij diens oorspronkelijke titel hertog van Anjou over en werd beoogd erfgenaam van de Franse troon. Het gegeven dat hij de kroonprins was van de grootste mogendheid in Europa die tegenwicht kon bieden aan Spanje, zou zijn verdere leven bepalen.
Zijn vroegtijdige dood op 10 juni 1584 had in Frankrijk tot gevolg dat de calvinistische Hendrik van Navarra, de latere Hendrik IV van Frankrijk de troonopvolger werd, hetgeen leidde tot een verheviging van de Hugenotenoorlogen.

## Verloving met Elizabeth I
Frans van Anjou ging in 1579 naar Engeland voor een politiek gemotiveerde en moeizame verlovingsperiode met koningin Elizabeth I van Engeland. Zij mocht hem wel, maar hij was 22 jaar jonger dan zij en bovendien katholiek, wat niet goed viel bij het Engelse volk. Het was bovendien algemeen bekend dat zijn moeder Catharina een hoofdverantwoordelijke was geweest voor de beruchte Bartholomeusnacht in 1572, een dieptepunt in de godsdiensttwisten op het continent waarvan de Engelsen nu juist verschoond wilden blijven. Catharina werd daarom uitgemaakt voor de 'Izebel van deze tijd'. De verloving leverde hem wel de bijnaam 'mijn kikkertje' op, en zelfs een door Elizabeth persoonlijk geschreven gedicht "On Monsieur’s Departure" maar deze verloving liep, zoals alle andere verlovingen met deze koningin, op niets uit.

## Heer der Nederlanden
De Staten-Generaal stelden hem bij het Verdrag van Plessis-lès-Tours in 1580 aan als soeverein vorst ("vorst en heer der Nederlanden"). Dit gebeurde op aandringen van Willem van Oranje, die hiermee de opstand wilde doen overhellen naar een meer gematigde godsdienstpolitiek, naar de Staten-Generaal en naar Brabant. De opstandelingen hoopten natuurlijk ook dat Frankrijk zich als traditionele vijand van Spanje in de oorlog zou mengen.
In 1581 werd de Acte van Verlatinghe aangenomen, waarbij Filips II van Spanje de heerschappij over een aantal provinciën van de Habsburgse Nederlanden werd ontnomen. Deze provinciën wilden de soevereiniteit overdragen aan Frans van Anjou, de jongere broer van de Franse koning. Frans van Anjou eiste dat de Nederlanden zich onafhankelijk van Spanje zouden verklaren. Dat was ook logisch omdat hij immers was binnengehaald om soeverein vorst te worden. Om hem snel aanvaard te krijgen door de onderdanen werden een reeks blijde intredes georganiseerd in Antwerpen, Brugge en Gent. Daarna nam hij zijn intrek in de voormalige Sint-Michielsabdij, waar hij weer katholieke diensten liet houden. Onder druk van Anjou herstelden Willem van Oranje en de Staten-Generaal op 27 februari 1582 de religievrede, die door allerlei verboden en voldongen feiten sterk was uitgehold.

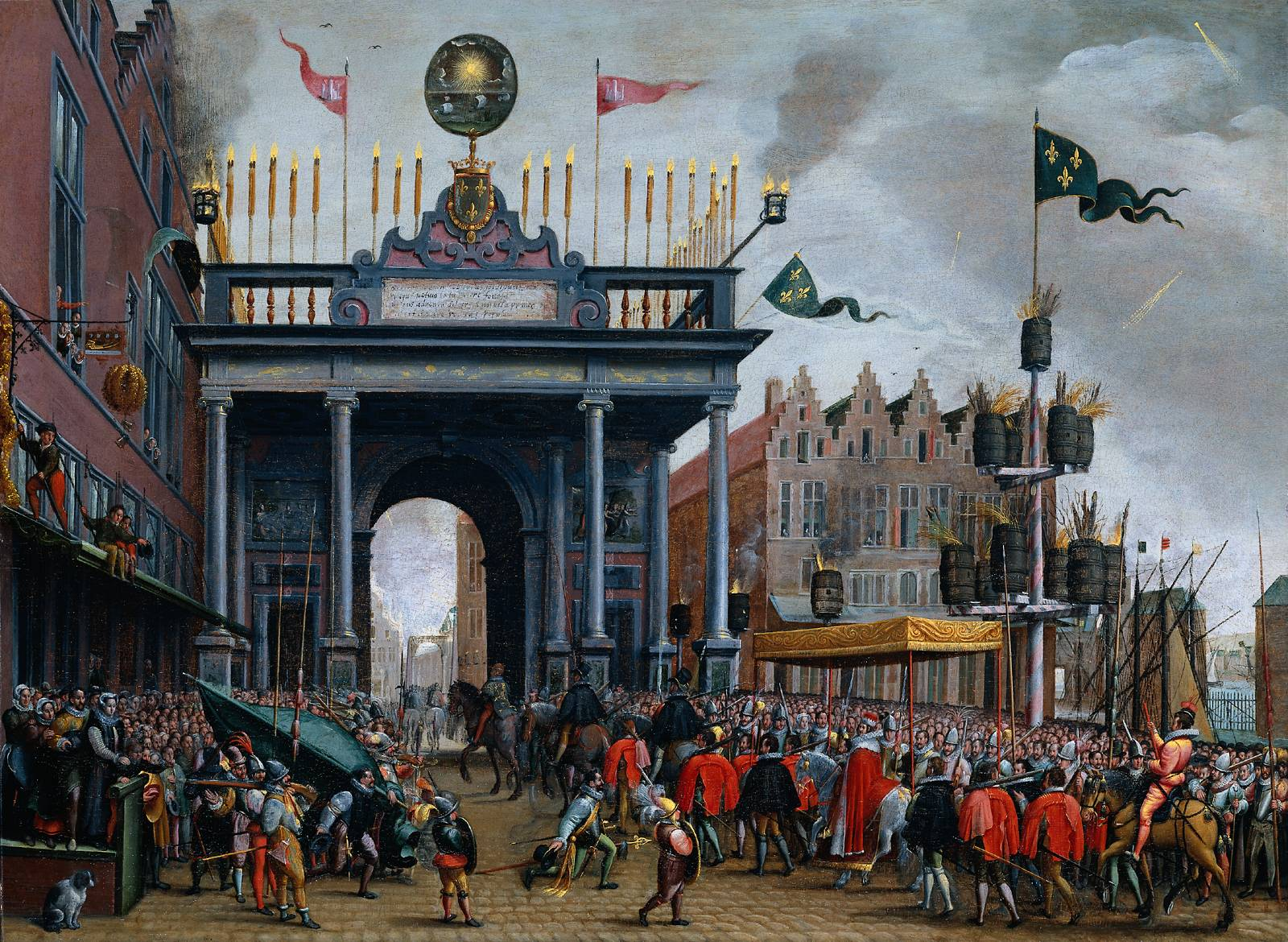
Blijde Inkomst van hertog Frans van Anjou in Antwerpen op 19 februari 1582 (Rijksmuseum Amsterdam)
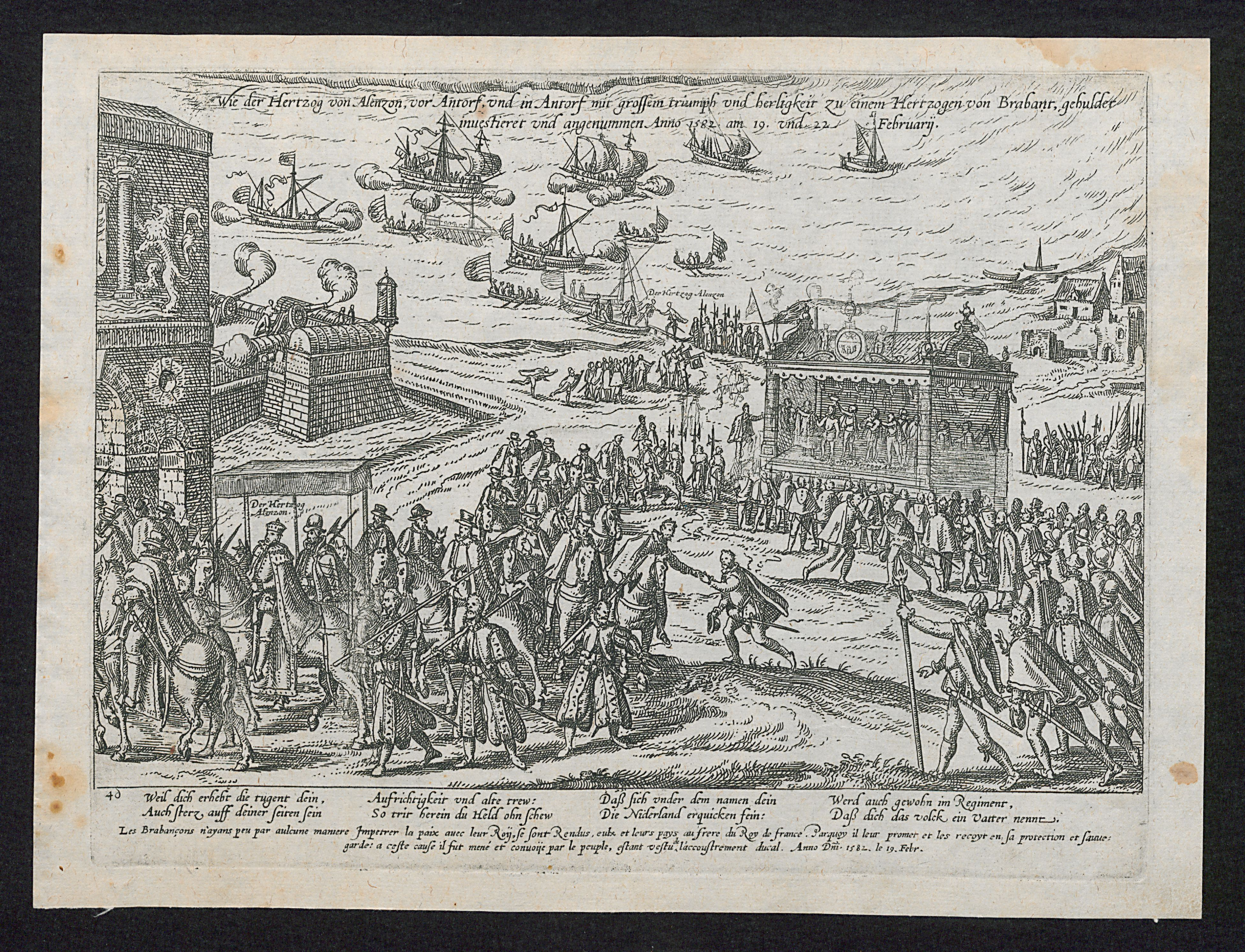
Aankomst van de hertog van Anjou te Antwerpen op 19 en 22 februari 1582 (Prentenkabinet Universiteit Antwerpen)
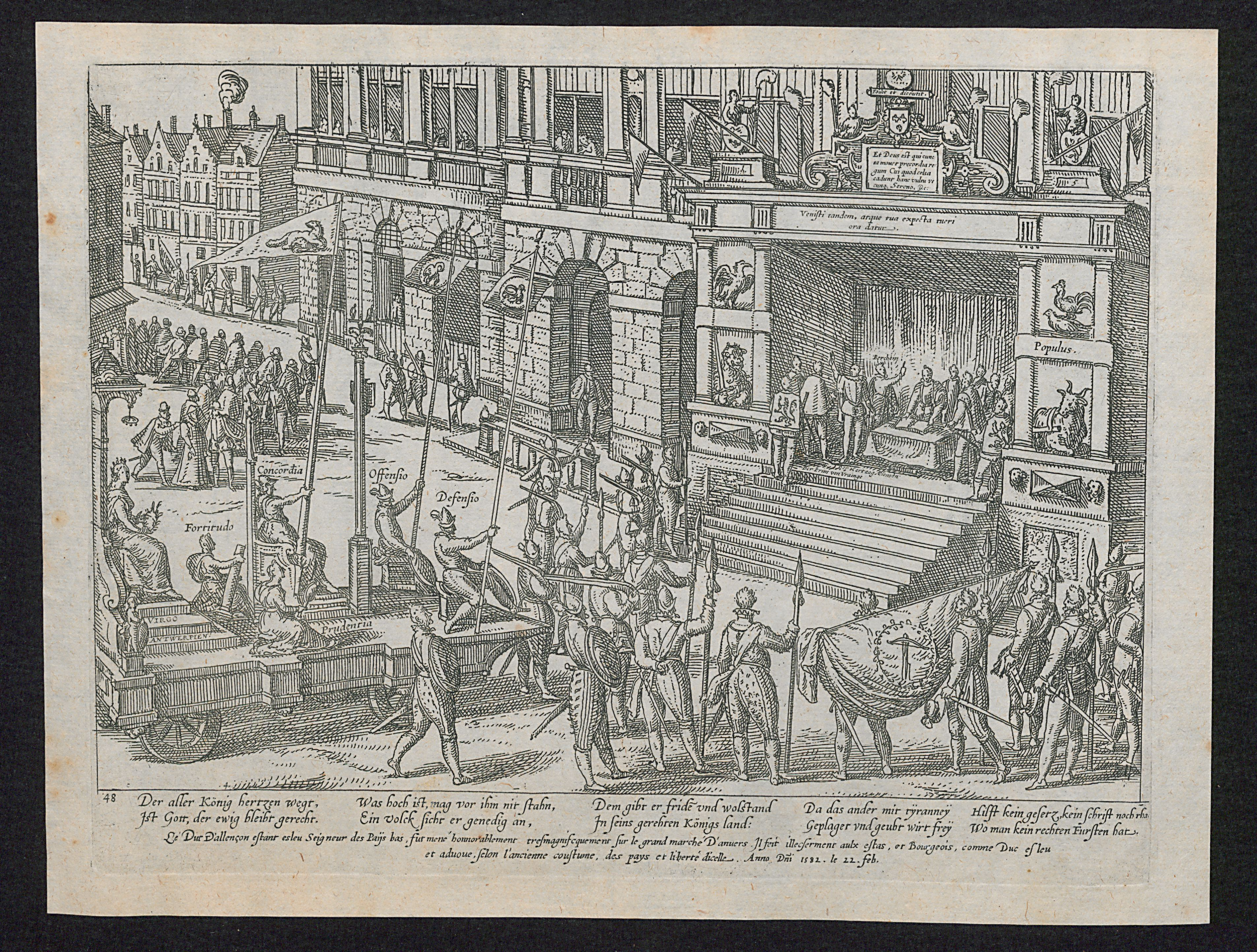
De hertog van Anjou legt de eed af aan de stad Antwerpen voor het Stadhuis op 22 februari 1582 (Prentenkabinet Universiteit Antwerpen)
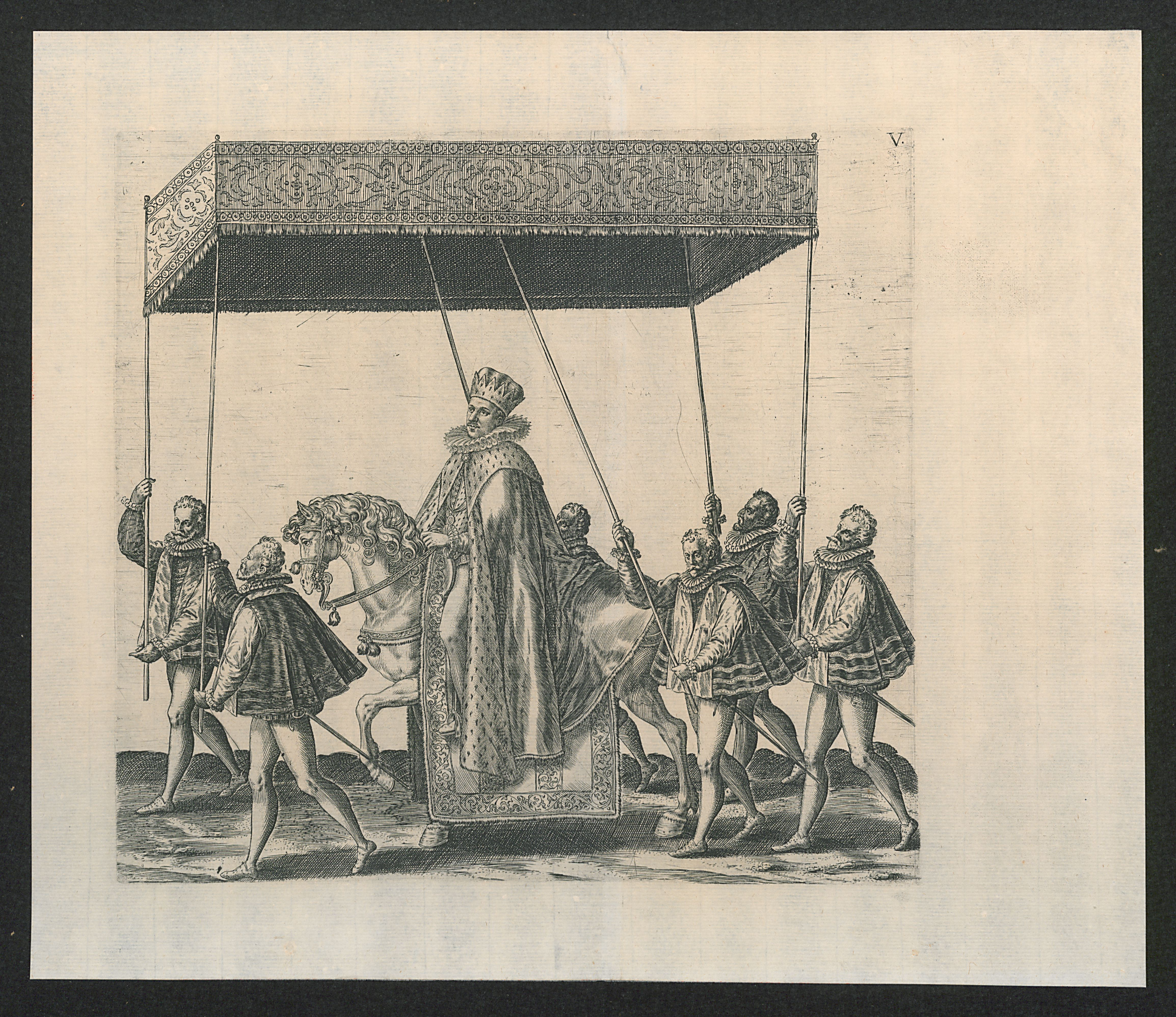
De hertog van Anjou te paard onder een baldakijn tijdens de Blijde Intrede van 1582 (Prentenkabinet Universiteit Antwerpen)
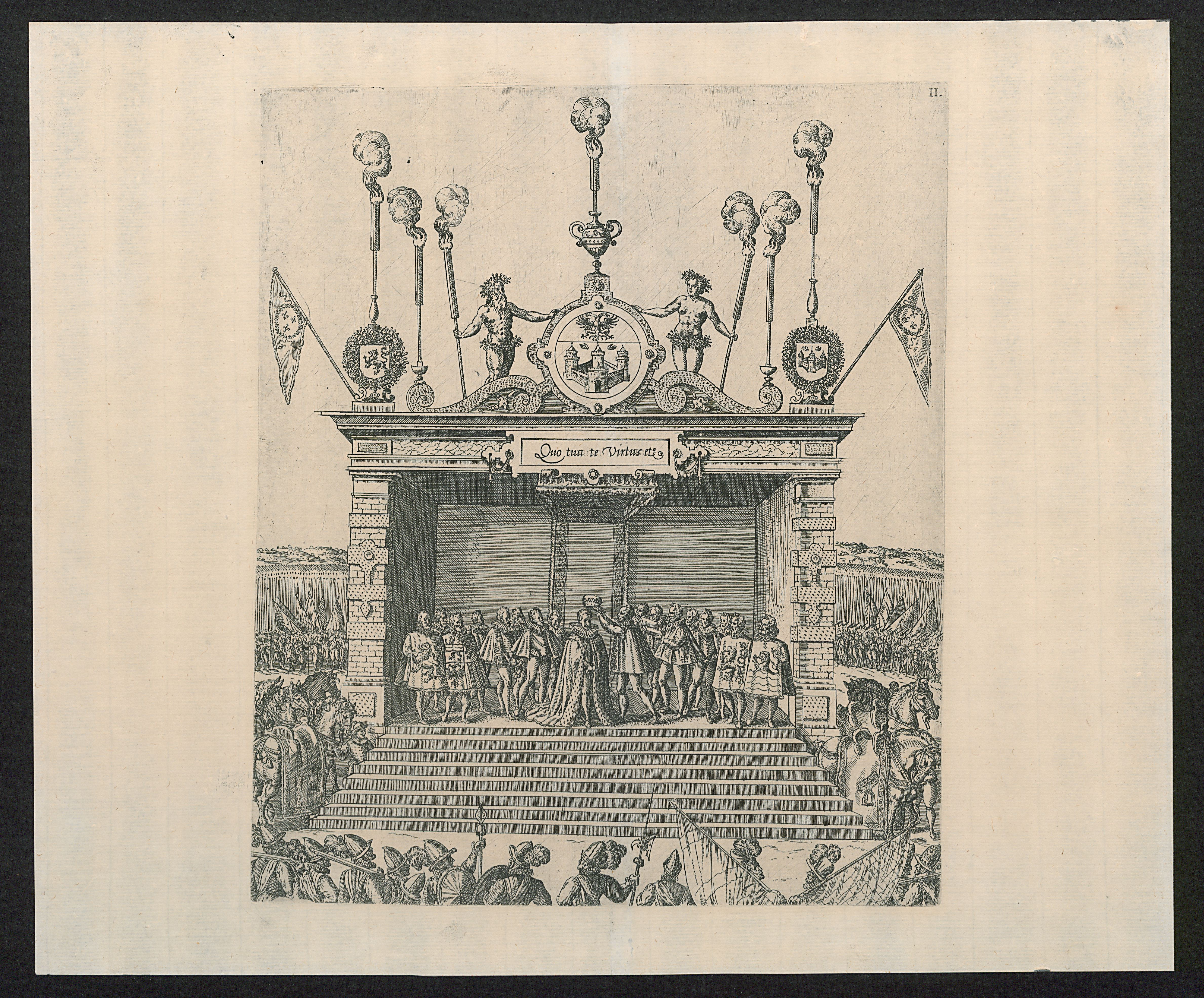
Anjou wordt op het podium gekroond - 1582 (Prentenkabinet Universiteit Antwerpen)

Onder Anjou werd een Raad van State opgericht om de oorlogvoering te leiden, maar in de praktijk vielen de landen ten oosten van de Maas onder de zogenaamde Raad van Landen, gedomineerd door Holland. De komst van Anjou bleek de scheiding in machtsstructuren tussen noord en zuid eerder te accentueren dan te verzachten.
Al snel vormden sommigen de mening dat de hertog, die weinig politieke macht gekregen had, zich meer bezighield met feesten dan met regeren. Ook het feit dat hij katholiek was, werkte in sommige kringen niet in zijn voordeel. Toen in 1582 een mislukte aanslag op het leven van Willem van Oranje werd gepleegd, wezen velen in de richting van de hertog van Anjou.
Met de inname van Breda door de hertog van Parma en de komst van nieuwe Spaanse, Italiaanse en Duitse troepen in 1582, werd de militaire druk steeds groter. De gefrustreerde Anjou beraamde een samenzwering en trachtte met een coup de macht te grijpen in Vlaanderen en Brabant. In januari 1583 werden Duinkerke, Aalst en enkele andere steden in Vlaanderen en Brabant voorzien van een Frans garnizoen. De grootste Nederlandse stad, Antwerpen, wilde hij bij verrassing innemen, met een glorieuze intocht nog wel. De inwoners, met de Spaanse Furie van 1576 nog vers in het geheugen, hadden echter niet veel op met buitenlandse troepen. Ze vreesden een "Franse furie". De 1500 man sterke strijdmacht werd in een hinderlaag gelokt en grotendeels afgeslacht. De positie van Anjou was nu onhoudbaar geworden en ook Oranje kreeg felle kritiek te verduren. Hij was het immers die de Fransman had binnengehaald en zelfs toen nog aandrong op verzoening. Maar zowel Anjou als de Brabanders hadden er genoeg van, en de hertog verliet de Nederlanden in juni 1583. Toen hij op 10 juni 1584 (een maand voor Willem van Oranje) overleed aan tuberculose, was het afgelopen met de Franse steun voor de opstand. Een poging dat jaar om de soevereiniteit aan te bieden aan Anjou's broer, koning Hendrik III van Frankrijk, liep op niets uit.

## Kwartierstaat (voorouders)
| Karel van Angoulême (1459-1496)    | Karel van Angoulême (1459-1496)    | Karel van Angoulême (1459-1496)    | Karel van Angoulême (1459-1496)    | Karel van Angoulême (1459-1496)    | Karel van Angoulême (1459-1496)    | Louise van Savoye (1476-1531)     | Louise van Savoye (1476-1531)     | Louise van Savoye (1476-1531)     | Louise van Savoye (1476-1531)     | Louise van Savoye (1476-1531)        | Louise van Savoye (1476-1531)        |                                      |                                      | Lodewijk XII van Frankrijk (1462–1515) | Lodewijk XII van Frankrijk (1462–1515) | Lodewijk XII van Frankrijk (1462–1515) | Lodewijk XII van Frankrijk (1462–1515) | Lodewijk XII van Frankrijk (1462–1515) | Lodewijk XII van Frankrijk (1462–1515) | Anna van Bretagne (1462–1515)    | Anna van Bretagne (1462–1515)    | Anna van Bretagne (1462–1515) | Anna van Bretagne (1462–1515) | Anna van Bretagne (1462–1515)      | Anna van Bretagne (1462–1515)      |                                    |                                    | Piero di Lorenzo de' Medici (1471-1503) | Piero di Lorenzo de' Medici (1471-1503) | Piero di Lorenzo de' Medici (1471-1503) | Piero di Lorenzo de' Medici (1471-1503) | Piero di Lorenzo de' Medici (1471-1503) | Piero di Lorenzo de' Medici (1471-1503) | Alfonsina Orsini (1472-1520)          | Alfonsina Orsini (1472-1520)          | Alfonsina Orsini (1472-1520)          | Alfonsina Orsini (1472-1520)          | Alfonsina Orsini (1472-1520)     | Alfonsina Orsini (1472-1520)     |                                  |                                  | Jan IV van Auvergne (1467-1501)  | Jan IV van Auvergne (1467-1501)  | Jan IV van Auvergne (1467-1501)             | Jan IV van Auvergne (1467-1501)             | Jan IV van Auvergne (1467-1501)             | Jan IV van Auvergne (1467-1501)             | Johanna van Bourbon (1465-1511)             | Johanna van Bourbon (1465-1511)             | Johanna van Bourbon (1465-1511) | Johanna van Bourbon (1465-1511) | Johanna van Bourbon (1465-1511) | Johanna van Bourbon (1465-1511) |  |  |  |  |  |  |  |  |  |  |  |  |  |  |  |  |  |  |  |  |  |  |  |  |  |  |  |  |  |  |  |  |  |  |  |  |  |  |  |  |  |  |  |  |  |  |  |  |
| Karel van Angoulême (1459-1496)    | Karel van Angoulême (1459-1496)    | Karel van Angoulême (1459-1496)    | Karel van Angoulême (1459-1496)    | Karel van Angoulême (1459-1496)    | Karel van Angoulême (1459-1496)    | Louise van Savoye (1476-1531)     | Louise van Savoye (1476-1531)     | Louise van Savoye (1476-1531)     | Louise van Savoye (1476-1531)     | Louise van Savoye (1476-1531)        | Louise van Savoye (1476-1531)        |                                      |                                      | Lodewijk XII van Frankrijk (1462–1515) | Lodewijk XII van Frankrijk (1462–1515) | Lodewijk XII van Frankrijk (1462–1515) | Lodewijk XII van Frankrijk (1462–1515) | Lodewijk XII van Frankrijk (1462–1515) | Lodewijk XII van Frankrijk (1462–1515) | Anna van Bretagne (1462–1515)    | Anna van Bretagne (1462–1515)    | Anna van Bretagne (1462–1515) | Anna van Bretagne (1462–1515) | Anna van Bretagne (1462–1515)      | Anna van Bretagne (1462–1515)      |                                    |                                    | Piero di Lorenzo de' Medici (1471-1503) | Piero di Lorenzo de' Medici (1471-1503) | Piero di Lorenzo de' Medici (1471-1503) | Piero di Lorenzo de' Medici (1471-1503) | Piero di Lorenzo de' Medici (1471-1503) | Piero di Lorenzo de' Medici (1471-1503) | Alfonsina Orsini (1472-1520)          | Alfonsina Orsini (1472-1520)          | Alfonsina Orsini (1472-1520)          | Alfonsina Orsini (1472-1520)          | Alfonsina Orsini (1472-1520)     | Alfonsina Orsini (1472-1520)     |                                  |                                  | Jan IV van Auvergne (1467-1501)  | Jan IV van Auvergne (1467-1501)  | Jan IV van Auvergne (1467-1501)             | Jan IV van Auvergne (1467-1501)             | Jan IV van Auvergne (1467-1501)             | Jan IV van Auvergne (1467-1501)             | Johanna van Bourbon (1465-1511)             | Johanna van Bourbon (1465-1511)             | Johanna van Bourbon (1465-1511) | Johanna van Bourbon (1465-1511) | Johanna van Bourbon (1465-1511) | Johanna van Bourbon (1465-1511) |  |  |  |  |  |  |  |  |  |  |  |  |  |  |  |  |  |  |  |  |  |  |  |  |  |  |  |  |  |  |  |  |  |  |  |  |  |  |  |  |  |  |  |  |  |  |  |  |
|                                    |                                    |                                    |                                    |                                    |                                    |                                   |                                   |                                   |                                   |                                      |                                      |                                      |                                      |                                        |                                        |                                        |                                        |                                        |                                        |                                  |                                  |                               |                               |                                    |                                    |                                    |                                    |                                         |                                         |                                         |                                         |                                         |                                         |                                       |                                       |                                       |                                       |                                  |                                  |                                  |                                  |                                  |                                  |                                             |                                             |                                             |                                             |                                             |                                             |                                 |                                 |                                 |                                 |  |  |  |  |  |  |  |  |  |  |  |  |  |  |  |  |  |  |  |  |  |  |  |  |  |  |  |  |  |  |  |  |  |  |  |  |  |  |  |  |  |  |  |  |  |  |  |  |
|                                    |                                    |                                    |                                    | Frans I van Frankrijk (1494-1547)  | Frans I van Frankrijk (1494-1547)  | Frans I van Frankrijk (1494-1547) | Frans I van Frankrijk (1494-1547) | Frans I van Frankrijk (1494-1547) | Frans I van Frankrijk (1494-1547) |                                      |                                      |                                      |                                      |                                        |                                        | Claude van Frankrijk (1499-1524)       | Claude van Frankrijk (1499-1524)       | Claude van Frankrijk (1499-1524)       | Claude van Frankrijk (1499-1524)       | Claude van Frankrijk (1499-1524) | Claude van Frankrijk (1499-1524) |                               |                               |                                    |                                    |                                    |                                    |                                         |                                         |                                         |                                         | Lorenzo II de' Medici (1492-1519)       | Lorenzo II de' Medici (1492-1519)       | Lorenzo II de' Medici (1492-1519)     | Lorenzo II de' Medici (1492-1519)     | Lorenzo II de' Medici (1492-1519)     | Lorenzo II de' Medici (1492-1519)     |                                  |                                  |                                  |                                  |                                  |                                  | Madeleine de La Tour d'Auvergne (1498-1519) | Madeleine de La Tour d'Auvergne (1498-1519) | Madeleine de La Tour d'Auvergne (1498-1519) | Madeleine de La Tour d'Auvergne (1498-1519) | Madeleine de La Tour d'Auvergne (1498-1519) | Madeleine de La Tour d'Auvergne (1498-1519) |                                 |                                 |                                 |                                 |  |  |  |  |  |  |  |  |  |  |  |  |  |  |  |  |  |  |  |  |  |  |  |  |  |  |  |  |  |  |  |  |  |  |  |  |  |  |  |  |  |  |  |  |  |  |  |  |
|                                    |                                    |                                    |                                    | Frans I van Frankrijk (1494-1547)  | Frans I van Frankrijk (1494-1547)  | Frans I van Frankrijk (1494-1547) | Frans I van Frankrijk (1494-1547) | Frans I van Frankrijk (1494-1547) | Frans I van Frankrijk (1494-1547) |                                      |                                      |                                      |                                      |                                        |                                        | Claude van Frankrijk (1499-1524)       | Claude van Frankrijk (1499-1524)       | Claude van Frankrijk (1499-1524)       | Claude van Frankrijk (1499-1524)       | Claude van Frankrijk (1499-1524) | Claude van Frankrijk (1499-1524) |                               |                               |                                    |                                    |                                    |                                    |                                         |                                         |                                         |                                         | Lorenzo II de' Medici (1492-1519)       | Lorenzo II de' Medici (1492-1519)       | Lorenzo II de' Medici (1492-1519)     | Lorenzo II de' Medici (1492-1519)     | Lorenzo II de' Medici (1492-1519)     | Lorenzo II de' Medici (1492-1519)     |                                  |                                  |                                  |                                  |                                  |                                  | Madeleine de La Tour d'Auvergne (1498-1519) | Madeleine de La Tour d'Auvergne (1498-1519) | Madeleine de La Tour d'Auvergne (1498-1519) | Madeleine de La Tour d'Auvergne (1498-1519) | Madeleine de La Tour d'Auvergne (1498-1519) | Madeleine de La Tour d'Auvergne (1498-1519) |                                 |                                 |                                 |                                 |  |  |  |  |  |  |  |  |  |  |  |  |  |  |  |  |  |  |  |  |  |  |  |  |  |  |  |  |  |  |  |  |  |  |  |  |  |  |  |  |  |  |  |  |  |  |  |  |
|                                    |                                    |                                    |                                    |                                    |                                    |                                   |                                   |                                   |                                   | Hendrik II van Frankrijk (1519-1559) | Hendrik II van Frankrijk (1519-1559) | Hendrik II van Frankrijk (1519-1559) | Hendrik II van Frankrijk (1519-1559) | Hendrik II van Frankrijk (1519-1559)   | Hendrik II van Frankrijk (1519-1559)   |                                        |                                        |                                        |                                        |                                  |                                  |                               |                               |                                    |                                    |                                    |                                    |                                         |                                         |                                         |                                         |                                         |                                         |                                       |                                       |                                       |                                       | Catharina de' Medici (1519-1589) | Catharina de' Medici (1519-1589) | Catharina de' Medici (1519-1589) | Catharina de' Medici (1519-1589) | Catharina de' Medici (1519-1589) | Catharina de' Medici (1519-1589) |                                             |                                             |                                             |                                             |                                             |                                             |                                 |                                 |                                 |                                 |  |  |  |  |  |  |  |  |  |  |  |  |  |  |  |  |  |  |  |  |  |  |  |  |  |  |  |  |  |  |  |  |  |  |  |  |  |  |  |  |  |  |  |  |  |  |  |  |
|                                    |                                    |                                    |                                    |                                    |                                    |                                   |                                   |                                   |                                   | Hendrik II van Frankrijk (1519-1559) | Hendrik II van Frankrijk (1519-1559) | Hendrik II van Frankrijk (1519-1559) | Hendrik II van Frankrijk (1519-1559) | Hendrik II van Frankrijk (1519-1559)   | Hendrik II van Frankrijk (1519-1559)   |                                        |                                        |                                        |                                        |                                  |                                  |                               |                               |                                    |                                    |                                    |                                    |                                         |                                         |                                         |                                         |                                         |                                         |                                       |                                       |                                       |                                       | Catharina de' Medici (1519-1589) | Catharina de' Medici (1519-1589) | Catharina de' Medici (1519-1589) | Catharina de' Medici (1519-1589) | Catharina de' Medici (1519-1589) | Catharina de' Medici (1519-1589) |                                             |                                             |                                             |                                             |                                             |                                             |                                 |                                 |                                 |                                 |  |  |  |  |  |  |  |  |  |  |  |  |  |  |  |  |  |  |  |  |  |  |  |  |  |  |  |  |  |  |  |  |  |  |  |  |  |  |  |  |  |  |  |  |  |  |  |  |
|                                    |                                    |                                    |                                    |                                    |                                    |                                   |                                   |                                   |                                   |                                      |                                      |                                      |                                      |                                        |                                        |                                        |                                        |                                        |                                        |                                  |                                  |                               |                               |                                    |                                    |                                    |                                    |                                         |                                         |                                         |                                         |                                         |                                         |                                       |                                       |                                       |                                       |                                  |                                  |                                  |                                  |                                  |                                  |                                             |                                             |                                             |                                             |                                             |                                             |                                 |                                 |                                 |                                 |  |  |  |  |  |  |  |  |  |  |  |  |  |  |  |  |  |  |  |  |  |  |  |  |  |  |  |  |  |  |  |  |  |  |  |  |  |  |  |  |  |  |  |  |  |  |  |  |
|                                    |                                    |                                    |                                    |                                    |                                    |                                   |                                   |                                   |                                   |                                      |                                      |                                      |                                      |                                        |                                        |                                        |                                        |                                        |                                        |                                  |                                  |                               |                               |                                    |                                    |                                    |                                    |                                         |                                         |                                         |                                         |                                         |                                         |                                       |                                       |                                       |                                       |                                  |                                  |                                  |                                  |                                  |                                  |                                             |                                             |                                             |                                             |                                             |                                             |                                 |                                 |                                 |                                 |  |  |  |  |  |  |  |  |  |  |  |  |  |  |  |  |  |  |  |  |  |  |  |  |  |  |  |  |  |  |  |  |  |  |  |  |  |  |  |  |  |  |  |  |  |  |  |  |
| Frans II van Frankrijk (1544-1560) | Frans II van Frankrijk (1544-1560) | Frans II van Frankrijk (1544-1560) | Frans II van Frankrijk (1544-1560) | Frans II van Frankrijk (1544-1560) | Frans II van Frankrijk (1544-1560) |                                   |                                   | Elisabeth van Valois (1545-1568)  | Elisabeth van Valois (1545-1568)  | Elisabeth van Valois (1545-1568)     | Elisabeth van Valois (1545-1568)     | Elisabeth van Valois (1545-1568)     | Elisabeth van Valois (1545-1568)     |                                        |                                        | Claudia van Valois (1547-1575)         | Claudia van Valois (1547-1575)         | Claudia van Valois (1547-1575)         | Claudia van Valois (1547-1575)         | Claudia van Valois (1547-1575)   | Claudia van Valois (1547-1575)   |                               |                               | Karel IX van Frankrijk (1550-1574) | Karel IX van Frankrijk (1550-1574) | Karel IX van Frankrijk (1550-1574) | Karel IX van Frankrijk (1550-1574) | Karel IX van Frankrijk (1550-1574)      | Karel IX van Frankrijk (1550-1574)      |                                         |                                         | Hendrik III van Frankrijk (1551-1589)   | Hendrik III van Frankrijk (1551-1589)   | Hendrik III van Frankrijk (1551-1589) | Hendrik III van Frankrijk (1551-1589) | Hendrik III van Frankrijk (1551-1589) | Hendrik III van Frankrijk (1551-1589) |                                  |                                  | Frans van Anjou (1555-1584)      | Frans van Anjou (1555-1584)      | Frans van Anjou (1555-1584)      | Frans van Anjou (1555-1584)      | Frans van Anjou (1555-1584)                 | Frans van Anjou (1555-1584)                 |                                             |                                             | 3 zusters en 1 broer                        | 3 zusters en 1 broer                        | 3 zusters en 1 broer            | 3 zusters en 1 broer            | 3 zusters en 1 broer            | 3 zusters en 1 broer            |  |  |  |  |  |  |  |  |  |  |  |  |  |  |  |  |  |  |  |  |  |  |  |  |  |  |  |  |  |  |  |  |  |  |  |  |  |  |  |  |  |  |  |  |  |  |  |  |